# Puchar Europy Mistrzów Klubowych w piłce siatkowej (1963/1964)
Puchar Europy Mistrzów Krajowych 1963/1964 – 5. sezon Pucharu Europy Mistrzów Krajowych rozgrywanego od 1959 roku, organizowanego przez Europejską Konfederację Piłki Siatkowej (CEV) w ramach europejskich pucharów dla męskich klubowych zespołów siatkarskich "starego kontynentu".

## Drużyny uczestniczące
| Państwo        | Drużyna               |
| -------------- | --------------------- |
| Austria        | OMV Blau-Gelb Wiedeń  |
| Belgia         | Brabo VK Antwerp      |
| Bułgaria       | Minior Pernik         |
| Czechosłowacja | Dukla Kolin           |
| Finlandia      | Tampereen Isku-Volley |
| Francja        | PUC Paryż             |
| Hiszpania      | Picadero Madryt       |
| Jugosławia     | Mladost Zagrzeb       |
| Maroko         | CC Casablanca         |
| Polska         | AZS-AWF Warszawa      |
| NRD            | SC Lipsk              |
| Węgry          | Újpesti Dózsa SC      |

## Runda wstępna
| Data       | Drużyna 1            | Wynik | Drużyna 2            | Sety                            |
| ---------- | -------------------- | ----- | -------------------- | ------------------------------- |
|            | OMV Blau-Gelb Wiedeń | 0:3   | Újpesti Dózsa SC     |                                 |
|            | Újpesti Dózsa SC     | 3:0   | OMV Blau-Gelb Wiedeń |                                 |
|            |                      |       |                      |                                 |
| 18.12.1963 | AZS-AWF Warszawa     | 3:0   | PUC Paryż            | 15:8, 15:9, 15:13               |
| 21.12.1963 | AZS-AWF Warszawa     | 3:2   | PUC Paryż            | 11:15, 15:8, 15:12, 10:15, 15:9 |
|            |                      |       |                      |                                 |
|            | Brabo VK Antwerp     | 0:3   | Dukla Kolin          |                                 |
|            | Dukla Kolin          | 3:0   | Brabo VK Antwerp     |                                 |
|            |                      |       |                      |                                 |
|            | CC Casablanca        | 0:3   | SC Lipsk             |                                 |
|            | SC Lipsk             | 3:0   | CC Casablanca        |                                 |
|            |                      |       |                      |                                 |
|            | Picadero Madryt      | 0:3   | Mladost Zagrzeb      |                                 |
|            | Mladost Zagrzeb      | 3:0   | Picadero Madryt      |                                 |

## Faza finałowa

### Ćwierćfinał
| Data       | Drużyna 1        | Wynik | Drużyna 2        | Sety                             |
| ---------- | ---------------- | ----- | ---------------- | -------------------------------- |
|            | Isku             | 0:3   | SC Lipsk         |                                  |
|            | SC Lipsk         | 3:0   | Isku             |                                  |
|            |                  |       |                  |                                  |
|            | Újpesti Dózsa SC | 2:3   | Minior Pernik    |                                  |
|            | Minior Pernik    | 3:0   | Újpesti Dózsa SC |                                  |
|            |                  |       |                  |                                  |
|            | Mladost Zagrzeb  |       |                  | wolny los                        |
|            |                  |       |                  |                                  |
| 12.01.1964 | Dukla Kolin      | 3:2   | AZS-AWF Warszawa | 10:15, 10:15, 15:5, 15:12, 15:11 |
| 26.01.1964 | AZS-AWF Warszawa | 1:3   | Dukla Kolin      | 15:17, 12:15, 15:10, 6:15        |

### Półfinał
| Data | Drużyna 1       | Wynik | Drużyna 2       | Sety |
| ---- | --------------- | ----- | --------------- | ---- |
|      | Minior Pernik   | 3:1   | SC Lipsk        |      |
|      | SC Lipsk        |       | Minior Pernik   |      |
|      |                 |       |                 |      |
|      | Mladost Zagrzeb | 3:0   | Dukla Kolin     |      |
|      | Dukla Kolin     | 3:1   | Mladost Zagrzeb |      |

### Finał
| Data  | Drużyna 1       | Wynik | Drużyna 2       | Sety                      |
| ----- | --------------- | ----- | --------------- | ------------------------- |
| 22.03 | Mladost Zagrzeb | 1:3   | SC Lipsk        | 12:15, 15:4, 12:15, 12:15 |
| 05.04 | SC Lipsk        | 3:1   | Mladost Zagrzeb | 14:16, 15:11, 15:1, 15:9  |

## Klasyfikacja końcowa
| Miejsce | Drużyna         |
| ------- | --------------- |
| złoto   | SC Lipsk        |
| srebro  | Mladost Zagrzeb |
| 3-4.    | Dukla Kolin     |
| 3-4.    | Minior Pernik   |